# Liste des cardinaux créés par Sixte V
Au cours de son pontificat (1585-1590), Sixte V a créé trente-trois cardinaux dans huit consistoires.

## Créé le 13 mai 1585
- Alessandro Damasceni Peretti

## Créés le 18 décembre 1585
- Enrico Caetani
- Juraj Drašković
- Giovanni Battista Castrucci
- Federico Cornaro, seniore
- Ippolito de Rossi
- Domenico Pinelli
- Decio Azzolino
- Ippolito Aldobrandini, futur pape Clément VIII

## Créés le 16 novembre 1586
- Gerolamo della Rovere
- Philippe de Lénoncourt
- Girolamo Bernerio OP
- Antonio Maria Galli
- Costanzo da Sarnano OFM Conv.
- Girolamo Mattei
- Benedetto Giustiniani
- Ascanio Colonna

## Créé le 7 août 1587
- William Allen

## Créés le 18 décembre 1587
- Scipione Gonzaga
- Antonmaria Sauli
- Giovanni Evangelista Pallotta
- Pierre de Gondi
- Stefano Bonucci O.S.M.
- Juan Hurtado de Mendoza
- Hugues Loubenx de Verdalle
- Federico Borromeo

## Créé le 15 juillet 1588
- Giovanni Francesco Morosini

## Créés le 14 décembre 1588
- Agostino Cusani
- Francesco Maria del Monte

## Créés le 20 décembre 1589
- Mariano Pierbenedetti
- Gregorio Petrocchini OSA
- Charles de Lorraine-Vaudémont
- Guido Pepoli

### Source
- Charles Berton et Jacques-Paul Migne, Dictionnaire des cardinaux : contenant des notions générales sur le cardinalat, Paris, Jacques-Paul Migne, 1857, 1824 p. (lire en ligne) La Liste des Cardinaux créés par Sixte V est page 1765.